# 中钨高新
中钨高新材料股份有限公司 （深交所：000657）是中国深圳证券交易所的一家上市公司，主营业务范围为有色金属冶炼及压延加工业。
2011年，该公司主营业务收入为1448802290.75元，公司净利润为4622150.58元，公司总资产为393423520.24元。

## 歷史沿革
中鎢高新於1996年上市，名為海南金海股份有限公司，註冊地為海南省海口市，當時大股東為海南金海实业公司(1999年6月海南金海股份隸屬中国稀有稀土金属集团公司， 同年取消；海南金海实业1999年11月改名為中钨硬质合金集团有限公司；簡稱中钨集团)。2001年中钨集团解散，由湖南、四川、海南三省人民政府接收資產。同年湖南省人民政府把所持有的中钨高新股票划歸株洲硬质合金厂持有。2003年被广州中科信集团收購。2006年，株洲硬质合金的控股公司，香港上市公司湖南有色股份向中科信收購中钨高新。2009年至2011年"湖南有色股份"的母公司"湖南有色集團"被央企中國五礦集團收購，中鎢高新由地方國企升格為央企子公司。2012年"湖南有色股份"向中鎢高新出售資產，以發行"中鎢高新"新股票支付。完成交易後"湖南有色股份"持有72.67%"中鎢高新"股權。2013年12月中鎢高新再發行新股，"湖南有色股份"的持股量被攤薄至60.94%。  2015年中國五礦完成私有化"湖南有色股份"，變相進一步增持中鎢高新。